# NGC 3158
NGC 3158 est une vaste galaxie elliptique située dans la constellation du Petit Lion. NGC 3158 a été découverte par l'astronome germano-britannique William Herschel en 1787.

## Caractéristiques
Sa vitesse par rapport au fond diffus cosmologique est de 7 171 ± 18 km/s, ce qui correspond à une distance de Hubble de 105,8 ± 7,4 Mpc (∼345 millions d'al).
Selon la base de données Simbad, NGC 3158 est une radiogalaxie.
À ce jour, 11 mesures non basées sur le décalage vers le rouge (redshift) donnent une distance de 84,509 ± 23,451 Mpc (∼276 millions d'al), ce qui est à l'intérieur des valeurs de la distance de Hubble. Notons cependant que c'est avec la valeur moyenne des mesures indépendantes, lorsqu'elles existent, que la base de données NASA/IPAC calcule le diamètre d'une galaxie et qu'en conséquence le diamètre de NGC 3158 pourrait être d'environ 70,8 kpc (∼231 000 al) si on utilisait la distance de Hubble pour le calculer.

## Groupe de NGC 3158
NGC 3158 est la plus grosse et la plus brillante galaxie d'un groupe de galaxie qui porte son nom. Le groupe de NGC 3158 comprend au moins six autres galaxies, soit NGC 3151, NGC 3152, NGC 3159, NGC 3160, NGC 3161 et NGC 3163. NGC 3158 forme également une paire de galaxies avec NGC 3160.

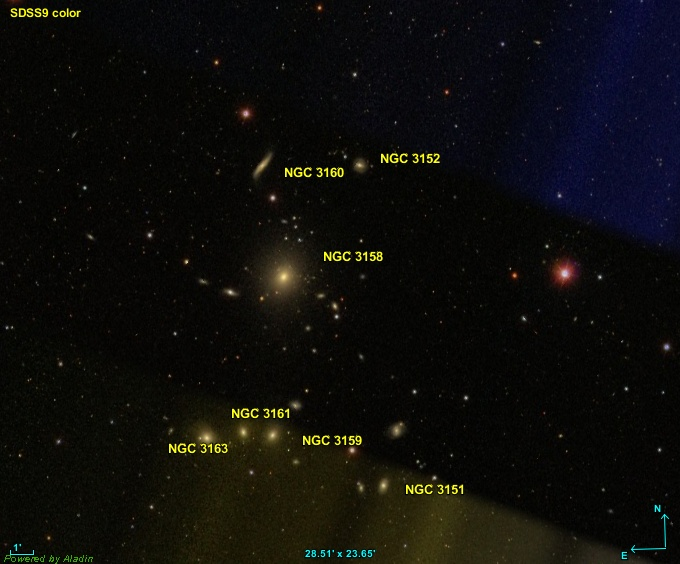
Le groupe de NGC 3158.